# Sputnik V
Sputnik V (ros. Спутник V), oficjalnie: Gam-COVID-Vac (ros. Гам-КОВИД-Вак) – pierwsza szczepionka przeciw COVID-19 na świecie opracowana przez Centrum Epidemiologii i Mikrobiologii im. Nikołaja Gamelei. Została zarejestrowana 11 sierpnia 2020 przez Ministerstwo Ochrony Zdrowia Federacji Rosyjskiej. Dystrybucja Gam-COVID-Vac została dozwolona w Rosji pomimo przetestowania jej jedynie na niewielkiej liczbie osób we wczesnych badaniach klinicznych, które trwały dwa miesiące. Zwykle proces ten wymaga co najmniej jednego roku w celu udowodnienia skuteczności i bezpieczeństwa szczepionki.
Szybkie zarejestrowanie Gam-COVID-Vac było początkowo krytykowane jako za wczesne. Krytycy wskazywali, iż głównym powodem zarejestrowania szczepionki jest kwestia propagandowa, aby stwierdzić, że Rosja jest pierwszym krajem na świecie, który stworzył szczepionkę przeciw COVID-19. Wiele środowisk naukowych zaprotestowało przeciwko ogłoszeniu rejestracji szczepionki głównie z powodu braku publikacji wyników badań dotyczących Gam-COVID-Vac.

## Nazwa

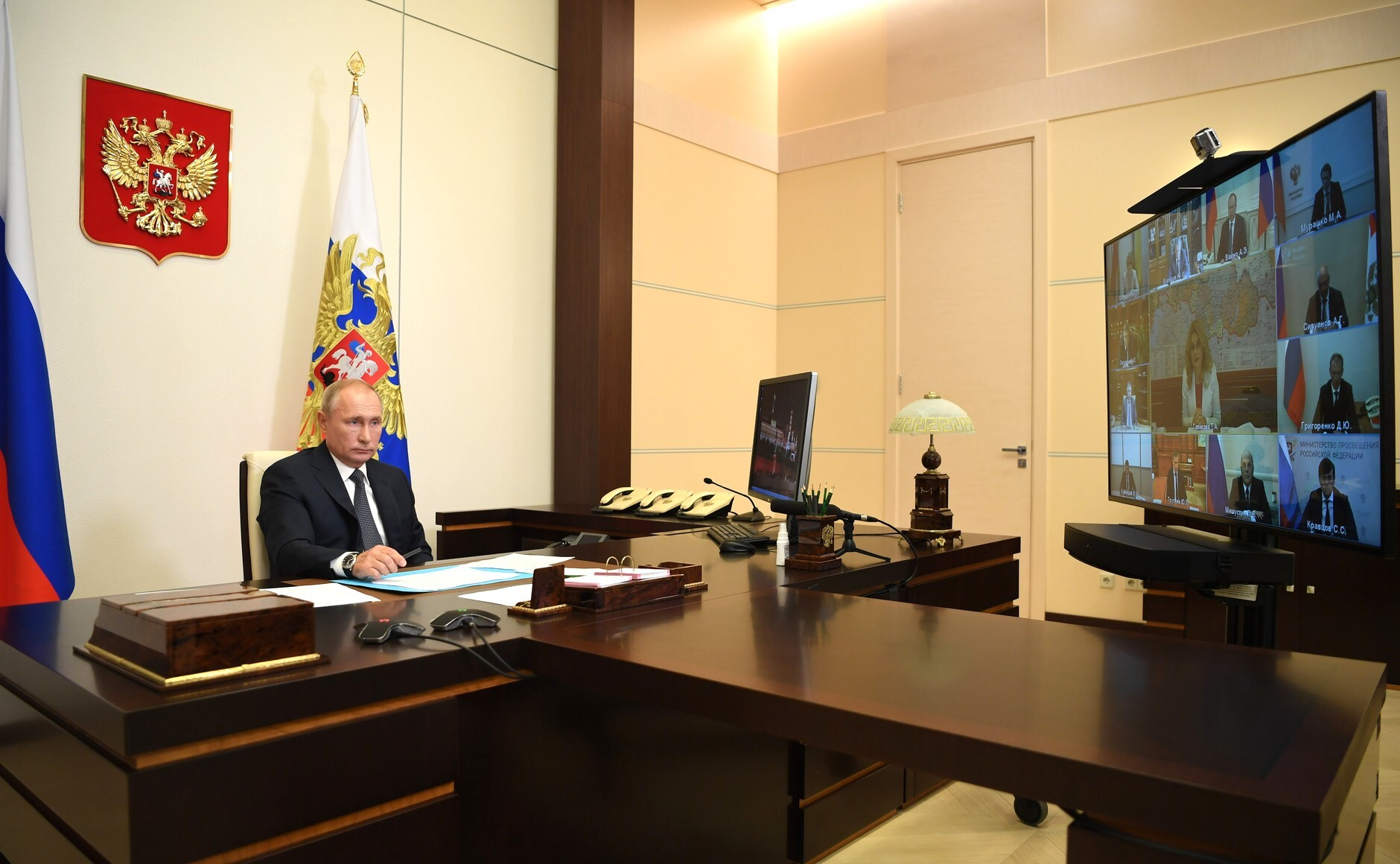
Władimir Putin ogłaszający na wideokonferencji rejestrację pierwszej szczepionki przeciw COVID-19, 11 sierpnia 2020

Handlową nazwą szczepionki Gam-COVID-Vac jest Sputnik V (Sputnik w nawiązaniu do pierwszego sztucznego satelity – Sputnika 1, który zwyciężył z USA w wyścigu kosmicznym).

## Badania

### Fazy I i II
W okresie między 18 czerwca i 3 sierpnia 2020 zostały przeprowadzone badania faz I i II, które wykazały, że szczepionka jest bezpieczna i wydaje się być efektywną, co, jak stwierdzono, wymaga potwierdzenia w fazie III.

### Faza III
Faza III to randomizowane kontrolowane badania kliniczne.
2 lutego 2021 recenzowane naukowe czasopismo medyczne „Lancet” opublikowało wynik badań wstępnych fazy III, które objęły 20 000 osób. Efektywność szczepionki wyniosła 91,6%. Wśród tych 2144 uczestników, którzy mieli więcej niż 60 lat, efektywność wyniosła 91,8%. Nie zanotowano żadnych poważnych skutków ubocznych; jedynymi niepożądanymi efektami były objawy grypopodobne i ból w miejscu iniekcji. Efektywność mierzono w oparciu o testowane w warunkach laboratoryjnych stwierdzone przypadki. Żaden z nich nie przybrał ciężkiej formy Covid-19. Obecnie nie jest wiadome, czy zaszczepione osoby, które zetknęły się z wirusem, mogą zarażać innych.

### Inne badania
W trakcie badań przeprowadzanych w Meksyku porównano 793 487 zaszczepionych dorosłych różnymi szczepionkami z 4 792 338 nieszczepionymi dorosłymi w okresie od 24 grudnia 2020 do 27 września 2021 roku. Wyniki były następujące:
| Szczepionka       | Skuteczność w ochronie przed zakażeniem | Skuteczność w ochronie przed hospitalizacją | Skuteczność w ochronie przed zgonem |
| ----------------- | --------------------------------------- | ------------------------------------------- | ----------------------------------- |
| Spikevax          | 91,45%                                  | 78%                                         | 93,46%                              |
| Comirnaty         | 80,34%                                  | 84,26%                                      | 89,83%                              |
| Sputnik V         | 78,75%                                  | 81,38%                                      | 87,7%                               |
| Vaxzevria         | 80,79%                                  | 80,23%                                      | 86,81%                              |
| Johnson & Johnson | 82,18%                                  | 77,33%                                      | 85,79%                              |
| CoronaVac         | 71,93%                                  | 73,76%                                      | 80,38%                              |
| Convidecia        | 70,5%                                   | 72,31%                                      | 79,93%                              |

## Działanie

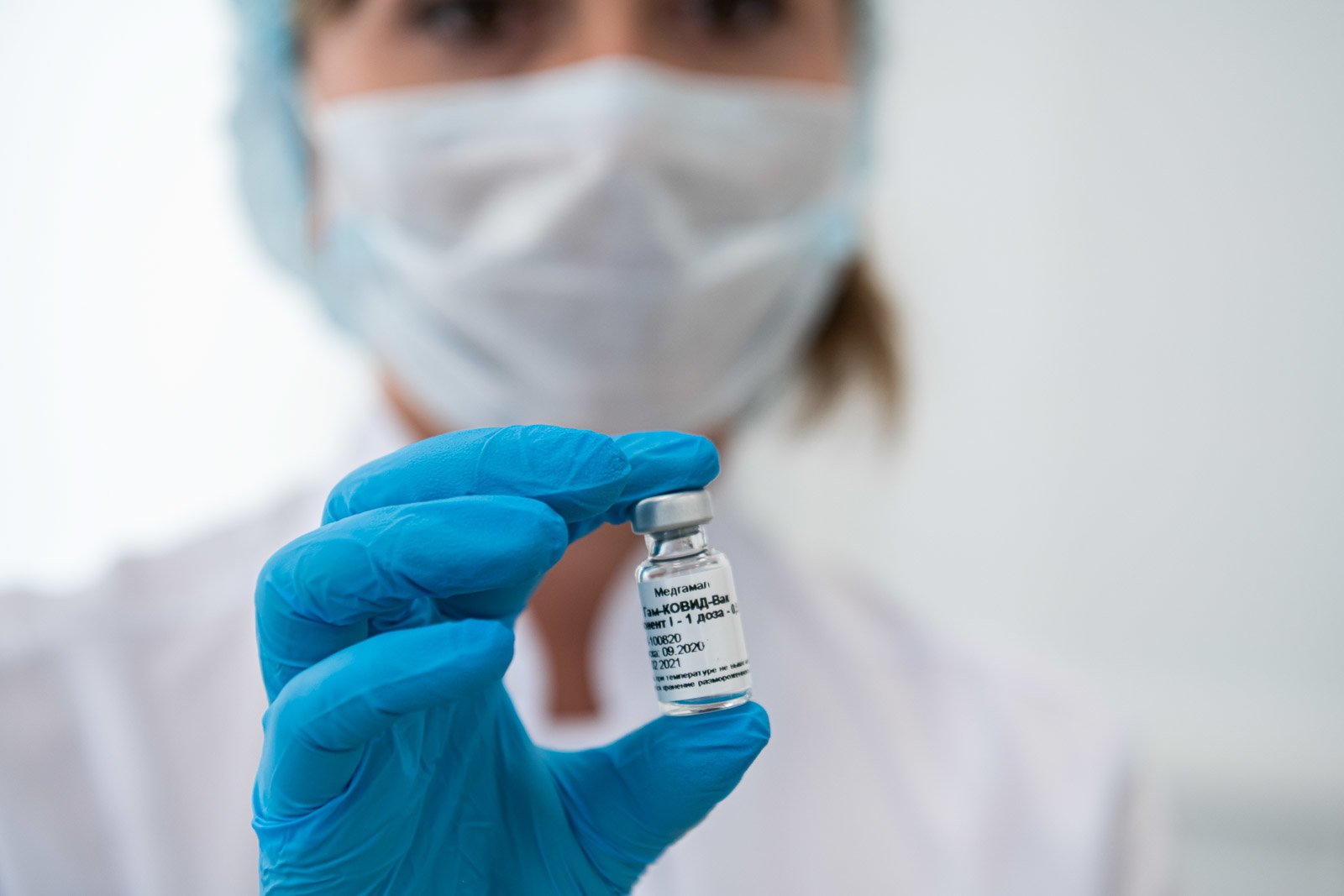
Fiolka ze Sputnikiem V

Sputnik V jest szczepionką wektorową, tworzoną na bazie adenowirusa, do którego wstawiany jest fragment genomu koronawirusa SARS-CoV-2. W wyniku tego nieszkodliwy wirus dostarcza do organizmu białka antygenu SARS-CoV-2 i wywołuje odpowiedź immunologiczną.

## Skład
- Tris(hydroksymetylo)aminometan (bufor)
- Chlorek sodu (sól)
- Sacharoza (cukier)
- Chlorek magnezu heksahydrat
- Disodium EDTA dihydrat (ligand chelatujący; sekwestrant)
- Polisorbat 80
- Etanol 95%
- Woda[18][19]

Szczepionka nie powinna zawierać adiuwantów, komponentów lub innych składników.

## Dystrybucja
Dyrektor generalny Rosyjskiego Funduszu Inwestycji Bezpośrednich podał, iż zamówiono 1,2 miliarda dawek z ponad 50 krajów. Gam-Covid-Vac ma być produkowany między innymi w Indiach, Brazylii, Chinach, Korei Południowej oraz na Węgrzech. Siedem krajów (Brazylia, Kazachstan, Indie, Meksyk, Nepal, Egipt oraz Uzbekistan) zamówiło miliony dawek Sputnika V w listopadzie 2020 roku. Izraelski Hadassah Medical Center podpisał umowę na 1,5–3 mln dawek. 19 listopada Węgry otrzymały pierwsze próbki szczepionki, kraj ten jest pierwszym spośród członków UE, do którego został dostarczony Sputnik V. 21 stycznia 2021 prezydent Argentyny Alberto Fernández jako pierwszy prezydent kraju Ameryki Łacińskiej zaszczepił się rosyjską szczepionką. Słowacja zakupiła dwa miliony dawek, 1 marca 2021 roku otrzymała pierwszą partię 200 tysięcy szczepionek. Następne 800 000 dawek ma zostać dostarczone w marcu i kwietniu, a kolejny milion ma przybyć w maju i czerwcu. Bawaria podpisała umowę o dostarczeniu 2,5 miliona dawek. Zostaną one przekazane gdy Europejska Agencja Leków zatwierdzi użycie szczepionki. Władimir Putin 30 czerwca 2021 zadeklarował, że zaszczepił się szczepionką.

Państwa, które:
są zainteresowane kupnem szczepionki
zarejestrowały szczepionkę lub rozpoczęły wakcynację
produkują szczepionkę lub planują produkcję
wynalazły i produkują szczepionkę (Rosja)

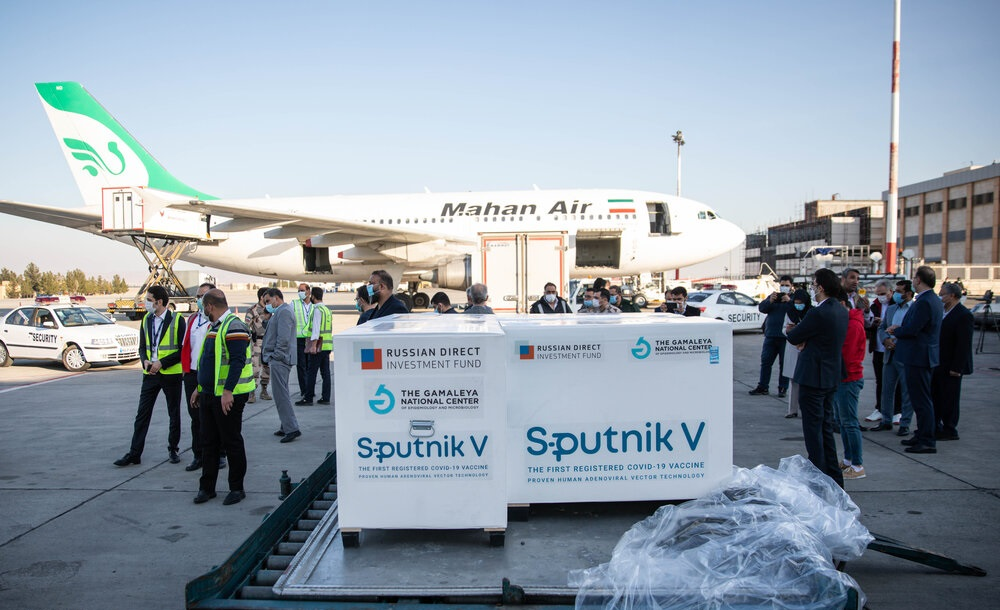
Przybycie partii Sputnika, Iran 4 lutego 2021

     są zainteresowane kupnem szczepionki
     zarejestrowały szczepionkę lub rozpoczęły wakcynację
     produkują szczepionkę lub planują produkcję
     wynalazły i produkują szczepionkę (Rosja)
| Nr. | Data rejestracji | Państwo                      | Rozpoczęcie wakcynacji |
| --- | ---------------- | ---------------------------- | ---------------------- |
| 1   | 11.08.2020       | Rosja                        | od 05.12.2020          |
| 2   | 21.12.2020       | Białoruś                     | od 29.12.2020          |
| 3   | 23.12.2020       | Argentyna                    | od 24.12.2020          |
| 4   | 31.12.2020       | Serbia                       | od 05.01.2021          |
| 5   | 06.01.2021       | Boliwia                      | od 29.01.2021          |
| 6   | 10.01.2021       | Algieria                     | od 30.01.2021          |
| 7   | 11.01.2021       | Palestyna                    | od 22.02.2021          |
| 8   | 13.01.2021       | Wenezuela                    | od 17.02.2021          |
| 9   | 15.01.2021       | Paragwaj                     | od 22.02.2021          |
| 10  | 18.01.2021       | Turkmenistan                 | –                      |
| 11  | 21.01.2021       | Węgry                        | od 11.02.2021          |
| 12  | 21.01.2021       | Zjednoczone Emiraty Arabskie | –                      |
| 13  | 24.01.2021       | Pakistan                     | od 04.04.2021          |
| 14  | 26.01.2021       | Iran                         | od 08.02.2021          |
| 15  | 29.01.2021       | Gwinea                       | –                      |
| 16  | 30.01.2021       | Tunezja                      | od 13.03.2021          |
| 17  | 01.02.2021       | Armenia                      | od 11.03.2021          |
| 18  | 03.02.2021       | Meksyk                       | od 24.02.2021          |
| 19  | 03.02.2021       | Nikaragua                    | od 02.03.2021          |
| 20  | 05.02.2021       | Liban                        | od 30.03.2021          |
| 21  | 06.02.2021       | Mjanma                       | –                      |
| 22  | 09.02.2021       | Mongolia                     | –                      |
| 23  | 10.02.2021       | Bahrajn                      | od 17.02.2021          |
| 24  | 12.02.2021       | Czarnogóra                   | od 20.02.2021          |
| 25  | 12.02.2021       | Saint Vincent i Grenadyny    | –                      |
| 26  | 12.02.2021       | Kazachstan                   | od 01.02.2021          |
| 27  | 17.02.2021       | Uzbekistan                   | –                      |
| 28  | 17.02.2021       | Gabon                        | –                      |
| 29  | 19.02.2021       | San Marino                   | od 25.02.2021          |
| 30  | 20.02.2021       | Ghana                        | –                      |
| 31  | 22.02.2021       | Syria                        | od 24.03.2021          |
| 32  | 23.02.2021       | Kirgistan                    | od 23.04.2021          |
| 33  | 23.02.2021       | Gujana                       | –                      |
| 34  | 24.02.2021       | Egipt                        | –                      |
| 35  | 24.02.2021       | Honduras                     | od 22.04.2021          |
| 36  | 25.02.2021       | Gwatemala                    | –                      |
| 37  | 26.02.2021       | Wietnam                      | –                      |
| 38  | 26.02.2021       | Mołdawia                     | od 04.05.2021          |
| 39  | 01.03.2021       | Słowacja                     | –                      |
| 40  | 03.03.2021       | Angola                       | –                      |
| 41  | 03.03.2021       | Dżibuti                      | –                      |
| 42  | 03.03.2021       | Kongo                        | od 24.03.2021          |
| 43  | 04.03.2021       | Sri Lanka                    | –                      |
| 44  | 04.03.2021       | Laos                         | –                      |
| 45  | 04.03.2021       | Irak                         | –                      |
| 46  | 07.03.2021       | Macedonia Północna           | od 10.03.2021          |
| 47  | 09.03.2021       | Zimbabwe                     | –                      |
| 48  | 10.03.2021       | Maroko                       | –                      |
| 49  | 10.03.2021       | Kenia                        | –                      |
| 50  | 10.03.2021       | Jordania                     | od 04.04.2021          |
| 51  | 11.03.2021       | Namibia                      | –                      |
| 52  | 12.03.2021       | Azerbejdżan                  | od 18.05.2021          |
| 53  | 19.03.2021       | Filipiny                     | od 04.05.2021          |
| 54  | 19.03.2021       | Kamerun                      | –                      |
| 55  | 19.03.2021       | Seszele                      | od 15.05.2021          |
| 56  | 22.03.2021       | Mauritius                    | –                      |
| 57  | 26.03.2021       | Antigua i Barbuda            | –                      |
| 58  | 30.03.2021       | Mali                         | –                      |
| 59  | 01.04.2021       | Panama                       | –                      |
| 60  | 12.04.2021       | Indie                        | od 14.05.2021          |
| 61  | 20.04.2021       | Nepal                        | –                      |
| 62  | 27.04.2021       | Bangladesz                   | –                      |
| 63  | 30.04.2021       | Turcja                       | –                      |
| 64  | 30.04.2021       | Albania                      | –                      |
| 65  | 13.05.2021       | Malediwy                     | –                      |
| 66  | 15.05.2021       | Ekwador                      | –                      |
| 67  | 05.06.2021       | Brazylia                     | –                      |
| 68  | 15.07.2021       | Nigeria                      | –                      |
| 69  | 21.07.2021       | Chile                        | –                      |
| 70  | 25.08.2021       | Indonezja                    | –                      |
| 71  | 31.10.2021       | Kambodża                     | –                      |

Dodatkowo szczepionka jest wykorzystywana w Abchazji, Osetii Południowej oraz w Republice Serbskiej (części Bośni i Hercegowiny).

## Opinie naukowe
11 sierpnia 2020 roku rzecznik Światowej Organizacji Zdrowia stwierdził, iż kwalifikacja każdej szczepionki obejmuje rygorystyczny przegląd i ocenę wszystkich wymaganych danych dotyczących bezpieczeństwa i skuteczności oraz nie można wykorzystywać szczepionki bez przejścia przez wszystkie fazy badań.
Europejska Agencja Leków 4 marca 2021 rozpoczęła przegląd bezpieczeństwa i skuteczności Sputnika V.
Wielu naukowców podaje krytyce i podaje w wątpliwość skuteczność szczepionki. Rosyjskie Stowarzyszenie Organizacji Badań Klinicznych odniosło się krytycznie wobec Gam-COVID-Vac. Państwowy Fundusz Inwestycji Bezpośrednich Rosji oznajmił, że szczepionka jest skuteczna w 92%. Informacja ta również została odebrana sceptycznie.

## Opinia publiczna
Według sondaży tylko połowa rosyjskiej populacji przyjęłaby szczepionkę dobrowolnie. W jednym ze sondaży przeprowadzonych na Kanadyjczykach wykazano, że większość (68%) pytanych nie przyjęłaby za darmo rosyjskiej szczepionki, natomiast 14% badanych odpowiedziało, że przyjęłoby.